# Parižanka
Parižanka (eng. A Woman of Paris) je nijemi film  Charlieja Chaplina iz 1923.

## Radnja
Marie St. Clair i njezin udvarač, ambiciozni umjetnik Jean Millet, planiraju napustiti svoje  francusko selo i otići u Pariz, gdje će se vjenčati. Noć prije planiranog odlaska, Marie silazi iz svoje spavaće sobe na katu u dnevni boravak s Jeanom. Njezin otac ih opazi kako šetaju uličicom i zaključa joj vrata. Nakon što se par vratio, Jean bijesno pokuca na vrata i rekne starome kako je zaključao svoju kćer. Ootac odbacuje Jeanov prigovor i dobaci Marie, "Možda će ti on dati krevet za večeras."
Jean pozove Marie u svoju kuću, ali joj daje do znanja da živi s roditeljima te da će joj njegova majka pripremiti krevet. Otkriva se da ni Jeanovi roditelji nisu oduševljeni sinovom vezom s Marie. Marie odlazi na željezničku stanicu, a Jean joj je obećao da će je pratiti. Međutim, njegov otac je umro sjedeći u stolici ispred kamina, a kad je Jean telefonirao Marie na stanicu da joj kaže da ne može poći s njom u Pariz, ona ulazi na vlak i odlazi sama.
U Parizu, Marie uživa u luksuznom životu kao ljubavnica bogatog biznismena Pierrea Revela. Jedne noći, dok je Marie bila sama u stanu koji joj je platio Revel, nazove je prijatelj i pozove je na razuzdanu zabavu u Latinsku četvrt. Prijatelj daje Marie adresu, ali priznaje da se ne može sjetiti je li stan u zgradi zdesna ili s lijeva. Marie, stigavši taksijem, ulazi u pogrešnu zgradu te se iznenadi kad je dočeka Jean Millet. Marie kaže Jeanu da bi mu rado portretirala i daje mu adresu.
Jean se pojavljuje u Marienom stanu kako bi počeli sliku, a ona primjećuje kako on nosi crnu vrpcu na ruci. Upita ga zašto je u koroti, a Jean joj kaže kako mu je umro otac. Marie upita kad, a Jean odvraća, "Noć kad si otišla."
Marie i Jean oživljavaju svoju vezu, a Marie se počinje distancirati od Pierrea Revela. Pierre zna o Jeanu, ali shvaća kako je Marie postala zanesena luksuzom koji uživa kao njegova ljubavnica.
Jean dovršava Marien portret, ali umjesto slike nje u elegantnoj odjeći koju je odabrala, on je naslika u jednostavnoj haljini koju je nosila one noći kad je otišla u Pariz.
Jean zaprosi Marie. Marie kaže Pierreu da će ubrzo otići, ali Pierre nije tako siguran.
Jeanova majka, s kojom dijeli jednostavni pariški stan, posvađa se s njim u vezi ženidbe s Marie. Jean odlazi gnjevan, ali nakon što je otvorio vrata, ostavlja ih odškrinuta i polazi majci kako bi joj se ispričao. Kaže majci da je prosidba bila brzopleta odluka te da nije bila ozbiljna. Marie upravo tada neočekivano dolazi pred Jeanov stan. Vraća se Pierreu Revelu.
Jean je pokušava uvjeriti da nije mislio ono što je ona načula, te da je to rekao samo kako bi smirio majku. Jedne noći Jean uzima pištolj i odlazi u eksluzivni restoran u kojem Marie i Pierre ručaju. Jean zamoli konobara da dadne Marie poruku u kojoj je moli da se nađe s njim posljednji put. Pierre ugleda poruku i pozove Jeana da im se pridruži. Jean i i Pierre se počnu natezati, a Jeana izbacuju iz blagovaonice. Jean stoji pokraj fontane u foajeu restorana, izvlači pištolj i ubija se.
Policija odnosi njegovo tijelo u njegov stan. Jeanova majka uzima pištolj i odlazi u Marien stan. Mariena služavka joj kaže da je otišla u atelje njezina sina. Jeanova majka se vraća u stan i pronalazi Marie kako kleči pokraj Jeanova tijela i jeca.
Dirnuta je Marienom tugom. Dvije se žene mire i vraćaju na francusko selo, gdje otvaraju dom za siročad u ladanjskoj kući.
Jednog jutra Marie i jedna od djevojaka pod njezinom skrbi odlaze po vjedro mlijeka. Susreću grupu napoličara s kolima koje vuku krave, koji im ponude prijevoz natrag. U isto vrijeme, Pierre Revel i njegov prijatelj prolaze kroz francusko selo u autu s vozačem. Pierreov prijatelj ga upita, "Što se dogodilo s Marie St. Claire?". Pierre odgovara da ne zna. Pierreov automobil i kola prolaze jedno pokraj drugog, putujući u različitim smjerovima.

## Produkcija
Ovaj film se razlikuje od drugih Chaplinovih radova po nekoliko stvari. Prva, najupadljivija, je ta da se on ne pojavljuje u njemu. Ipak se pojavljuje u cameo ulozi kao nosač na željezničkoj stanici. Uloga je trebala biti neupadljiva, a on nije ni potpisan na špici. Većina ljudi gledajući film neće prepoznati Chaplina. Druga veća razlika između ovog i većine drugih Chaplinovih radova je ta da je film zamišljen kao ozbiljna drama. Nema jeftine komedije.
Edna Purviance glumi Marie St. Clair. Chaplin je imao nekoliko razloga za produkciju ovog filma, a jedan od njih je bio taj da Purviance pomogne privući pozornost bez njega. Drugi je bio taj što je pokušavao ostati iza kamere. Unatoč tom pokušaju, Edna Purviance nikad nije uspjela postići razinu uspjeha koji je imala u filmovima s Chaplinovom Skitnicom uz sebe.
Film je dobrim dijelom inspiriran Chaplinovom kratkom vezom s Peggy Hopkins Joyce, čije su priče o njezinim romantičnim putovanjima u Europu pružile okvir za scenarij.

## Reakcije
Publika nije dobro primila ovaj film. Chaplin je u to vrijeme bio jako popularan, a mnogi su očekivali da će vidjeti Chaplina u njegovoj tradicionalnoj ulozi. Postojala su dva pokušaja da se publiku "prilagodi" ideji da Chaplin snima film bez Chaplina u njemu. Na noć kad je film premijerno prikazan, Chaplin je dao tiskati letke koji su podijeljeni onima koji su čekali u redu pred kinima. Na lecima je pisalo da je to devijacija od njegova uobičajenog rada te da se nada da će se publici ona svidjeti. Film sadrži i poruku na početku koja kaže da se Chaplin neće pojavljivati u filmu. Neki povjesničari filma su špekulirali o tome kako će publika reagirati ako ne zna da u Parižanki ne nastupa Chaplin - možda će je različito primiti.
Kritike su bile jako pozitivne, a film je utjecao na kasnije filmaše. Osobito to što su likovi i njihovi motivi bili kompleksni što je bilo novo u kinematografiji. Neki smatraju da je to prvi Chaplinov prvi dugometražni film snimljen pod kompanijom u kojoj je bio jedan od osnivača, United Artists.
Financijski neuspjeh bio je udarac za Chaplina, a publika nije vidjela film sljedećih pedeset godina. Chaplin je ponovno izdao film 1976., ovaj put premontiran i s novim glazbenim brojem. Zapravo, glazbeni broj koji je skladao smatra se njegovim posljednjim završenim radom u njegovoj 75-godišnjoj karijeri.

## Glumci
- Edna Purviance - Marie St. Clair
- Clarence Geldart - Marien otac
- Carl Miller - Jean Millet
- Lydia Knott -  Jeanova majka
- Charles K. French - Jeanov otac
- Adolphe Menjou - Pierre Revel
- Betty Morrissey - Fifi
- Malvina Polo - Paulette
- Henry Bergman - Glavni konobar
- Charles Chaplin - Nosač

## Vanjske poveznice
- Parižanka u internetskoj bazi filmova IMDb-a